# Оружие возмездия
Ору́жие возме́здия (нем. Vergeltungswaffe; V-Waffen) — название ряда амбициозных авиационных и ракетно-артиллерийских проектов нацистской Германии по созданию оружия для более действенных бомбардировок английских городов и вновь планируемых атак на США, как акт «возмездия» за налёты союзников по антигитлеровской коалиции на города Германии. «Оружие возмездия» являлось одним из направлений развития так называемого «Вундерваффе».
В выступлениях пропагандистов нацистской Германии в качестве синонимов «оружия возмездия» употреблялись понятия «Копьё Вотана», «Меч Зигфрида» и иные понятия древнегерманской мифологии.
Начиная с того времени, когда руководители нацистской Германии на основе анализа экономического и военного положения стали понимать, что Рейх начинает проигрывать войну, «оружием возмездия» называлось и могло считаться таковым, по значимости для предполагаемой победы, достаточно много образцов новой военной техники появившихся в Германии на заключительном этапе войны.
Образцы ракетного вооружения предназначались в первую очередь для дальнейшего использования против целей в Великобритании, однако после успешной высадки в Нормандии англо-американских войск, они стали применяться также по целям на материковой территории Западной Европы. Основным «оружием возмездия» являлись ракеты Фау-1 и Фау-2, а также артиллерийское орудие Фау-3.
Ввиду высокой степени засекреченности, практически полного отсутствия документов в условиях хаоса последних месяцев войны и послевоенного времени, «оружие возмездия» как и всё «чудо-оружие» вообще, стало предметом широких спекуляций в околонаучных кругах и СМИ, зачастую не имеющих никакого отношения к действительности.

## История
Исследования по проекту А-4 (в будущем — Фау-2), ставшим впоследствии «оружием возмездия», начались 28 июня 1940 года, со встречи Начальника артиллерийско-технического управления сухопутных войск Эмиля фон Лееба с генерал-фельдмаршалом Вальтером фон Браухичем.
После поражения в Битве за Британию и ряда неудачных Баэдекер-рейдов началась особенно ускоренная работа над разработкой и созданием проектов «Фау».

## Дальние управляемые ракеты
- Наиболее известными, широко использовавшимися в боевом применении проектами тяжёлого «оружия возмездия» являются реактивный беспилотный самолёт-снаряд (крылатая ракета) Фау-1 (V-1, Fi-103) и баллистическая ракета Фау-2 (V-2, A4).

- Менее известным, но тем не менее реально существовавшим ещё с 1942 года проектом, доведённым до той или иной степени исполнения, был проект 100-тонной управляемой двухступенчатой первой в мире межконтинентальной ракеты (МБР) А-9/А-10 «Amerika-Rakete», или «Projekt Amerika», для бомбардировки Нью-Йорка и других городов восточного побережья США. Чисто технически, впрочем, эта ракета являлась, скорее, сверхзвуковой крылатой, так как её вторая ступень представляла собой крылатый ракетоплан, движущийся не по баллистической, а по планирующей траектории. На 1 января 1945 года только в Пенемюнде работали над проектом двухступенчатой ракеты А-9 (Lрак = 18 м, дальность стрельбы 4 тыс. км; западные источники указывают дальность 5 тыс. км) 1940 специалистов[5]. В январе 1945 года было произведено два лётных испытания А-9.

Иногда встречаются утверждения, что к концу войны программа A9/A10 была близка к реализации, или даже испытана в пилотируемой версии. Тем не менее, факт каких-либо существенных работ по программе A9/A10 вызывает сомнения, так как материальных свидетельств какого-либо практического воплощения работ по проекту не существует. Согласно данным расследования, проведённого журналом «Техника — молодёжи», программа не продвинулась далее эскизов и расчётов.. Предположительные экспериментальные запуски A9, вероятно, являются результатом путаницы с реально проводившимися (неудачными) запусками ракеты A4b — крылатой версии ракеты A4, которая по представлениям конструкторов должна была бы иметь большую дальность.
Существуют сильные сомнения в том, что A9/A10 вообще смогла бы функционировать, так как её ключевым элементом было сверхзвуковое планирование крылатой ступени A9 в плотных слоях атмосферы. Проблема же устойчивого аэродинамического сверхзвукового полёта не была успешно решена ещё долго после войны.
- Баллистическая ракета на твёрдом топливе «Рейнботе» (Rheinbote). Этот компактный снаряд представлял собой попытку создания тактической неуправляемой многоступенчатой ракеты, способной играть роль аналогичную тяжёлой артиллерии (при значительно более высокой подвижности). Ракета оказалась неудачной из-за низкой точности и мизерного веса боевой части, в результате чего её применение было трудно даже заметить.

## Сверхдальнобойные артиллерийские орудия
- 150-мм многока́морное артиллерийское орудие Фау-3 (V-3), называемое также «Насос высокого давления» или (на солдатском сленге) «Многоножка». Данная пушка обладала скорострельностью обычной тяжёлой гаубицы 15 cm sFH 18 и в случае, если бы удалось добиться её нормативной работоспособности, могла бы нанести своими снарядами значительный ущерб Лондону и побережью Англии.

Однако чрезвычайная стоимость, огромные размеры и, следовательно, уязвимость подобных орудий сильно ограничивали их применение. Первые батареи строящихся пушек были успешно уничтожены союзной авиацией, несмотря на все усилия немцев по их укрытию (в подземных штольнях), маскировке и защите.

## Управляемые авиационные бомбы
- Управляемая планирующая бомба «Fritz-X» (SD-1400)

Попытки применения высокоточных авиационных бомб против кораблей союзников по антигитлеровской коалиции первоначально были успешными, но боевое значение бомб по мере завоевания противником превосходства в воздухе и эффективного применения радиопомех для борьбы с управляемым вооружением сильно сократилось, и в 1944 году, в связи также с существенно изменившейся ситуацией на всех фронтах, производство их было прекращено.

## Управляемые противокорабельные ракеты (ПКР) и ракеты «воздух-земля»
- Противокорабельная управляемая ракета Hs-293 (A,B,C,D,E,F,H)
- Противокорабельная управляемая ракета Hs-294
- Противокорабельные управляемые ракеты Hs-295/Hs-296
- Противокорабельная управляемая ракета Hs-298

Немцы одними из первых успешно применили в боевых действиях управляемую ракету — на практике, планирующую бомбу с ускорителем, облегчавшим только отделение бомбы от носителя — Hs 293, разработанную для поражения кораблей противника. Применение этого оружия было поначалу успешно, но усиление мер противовоздушной обороны союзников по антигитлеровской коалиции и развитие средств радиоэлектронной борьбы привели к снятию бомбы с вооружения в 1944 году. Ещё несколько различных образцов подобного оружия было испытано, но в боевых действиях не применялось.
Главной проблемой немецких противокорабельных бомб и ракет была примитивная система наведения того периода; немцы использовали ручное радиокомандное управление с отслеживанием бомбы оператором визуально. Подобное решение было ненадёжно, могло работать только при благоприятных условиях видимости и не позволяло создать оружие с дальностью действия более нескольких километров.

## Управляемые ракеты «воздух-воздух»
- Авиационная управляемая ракета X-4 (RK 344)
- Авиационная управляемая ракета Hs 298

Немцы вторыми после англичан занялись разработкой управляемых ракет «воздух-воздух», однако не сумели добиться в этом значительных успехов. Хотя к концу войны в производстве находилась ракета X-4, эта ракета управлялась вручную оператором с самолёта-носителя, визуально отслеживающим её полёт; удачное применение подобного оружия даже против тяжёлых бомбардировщиков было маловероятно. Ещё менее перспективна была ракета Hs 298, требовавшая для управления согласованных действий двух операторов.

## Реактивные ракетопланы и межконтинентальные реактивные бомбардировщики
- К «оружию возмездия» можно отнести и проект космического (высотного) бомбардировщика «Зильберфогель» (нем. Silbervogel). Хотя этот проект был закрыт в 1941 г, ещё до начала поражений нацистской Германии, по амбициозности и новизне техники он отвечал всем критериям «оружия возмездия». В 1944 г, после ухудшения положения нацистской Германии, проект вновь был открыт.
- «Америка-бомбер» — турбовинтовой самолёт-носитель Schnellbombertrager (P.A I) и турбореактивный носимый бомбардировщик P.A II.

Внезапное применение неведомых тогда межконтинентальных ракет и бомбардировщиков по мирным городам могло бы, по мнению немецкого командования, подорвать моральный настрой населения США к ведению войны за океаном. Тем не менее, из-за отсутствия возможности развернуть в испытывающей жесточайший дефицит ресурсов Германии сколь-нибудь масштабное строительство подобных самолётов, любой мыслимый эффект был бы исключительно моральным, и, вероятно, имел бы прямо противоположное значение, только обострив желание американцев одержать победу.